# Bahnhof Lauda
Der Bahnhof Lauda ist ein Trennungsbahnhof in der baden-württembergischen Stadt Lauda-Königshofen, in welchem die Bahnstrecke Lauda–Wertheim von der Frankenbahn abzweigt. Er besitzt vier Bahnsteiggleise.

## Lage
Der Bahnhof liegt im Osten des Stadtteils Lauda. Östlich wird er durch ein Industriegebiet und durch die Tauberstraße begrenzt, die parallel zum Fluss Tauber verläuft. Im Westen des Bahnhofes verläuft die Bahnhofstraße, nördlich des Bahngeländes unterquert die Inselstraße die Gleise mit einem Tunnel.
Ein weiterer, kleinerer Bahnhof befindet sich im Ortsteil Königshofen. Dort mündet die Bahnstrecke Crailsheim–Königshofen in die Frankenbahn ein.

## Geschichte

### Länder- und Reichsbahnzeit

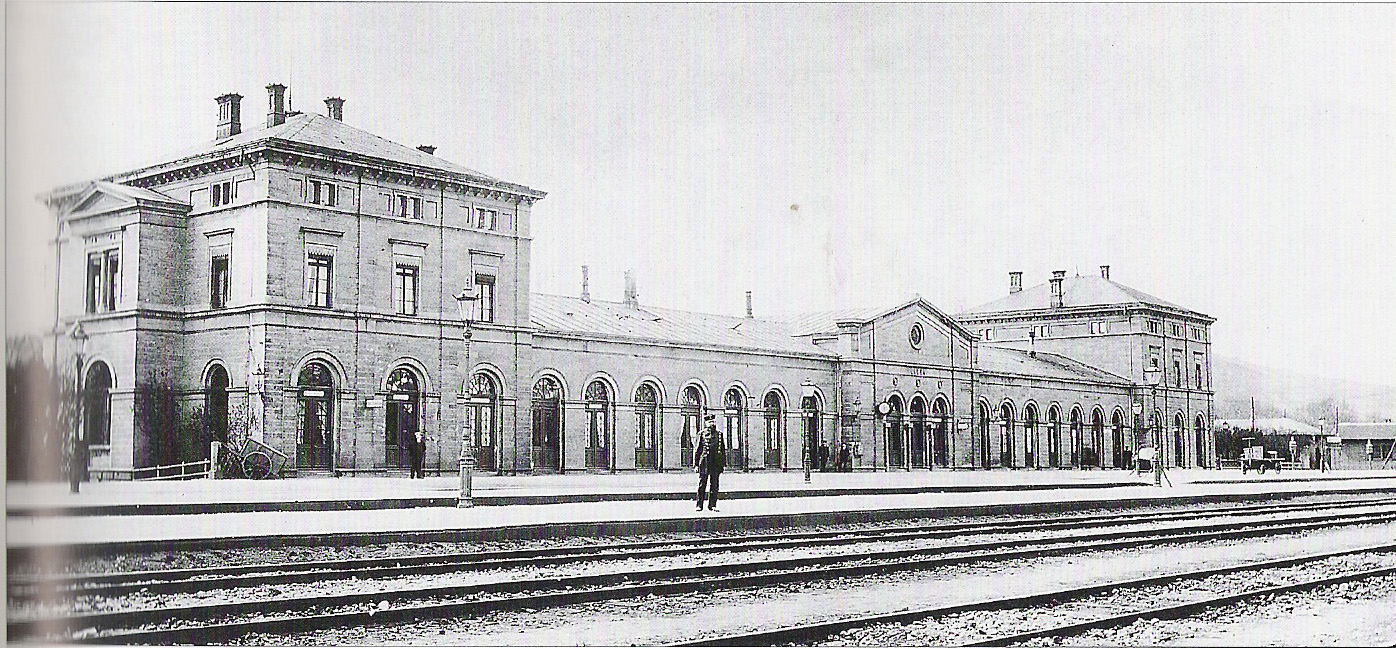
Bahnhof im Jahr 1871

Die ersten Planungen für die Odenwaldbahn von Heidelberg nach Würzburg sahen noch keinen Bahnhof an der heutigen Stelle vor, dies geschah erst bei der Planung der Tauberbahn. Am 1. November 1866 konnte der Bahnhof, der als Umsteigestation zwischen den beiden Bahnstrecken dienen sollte, mit der Odenwaldbahn eröffnet werden. Der Bahnhof besaß zunächst nur ein am 1. März 1866 fertiggestelltes, provisorisches Empfangsgebäude. Das heutige Gebäude konnte erst im Jahr 1872 in Betrieb genommen werden. Am 10. Oktober 1867 wurde der erste Abschnitt der Wertheimer Strecke bis Hochhausen in Betrieb genommen, womit Lauda zum Eisenbahnknoten wurde.
1906 wurde neben dem Empfangsgebäude ein Amtsgebäude erbaut, das seit 1929 vom Ausbesserungswerk Lauda genutzt wurde.
Wegen seiner verkehrsgünstigen Lage wurde der Bahnhof ausgebaut. 1938 arbeiteten etwa 1000 Personen bei der Eisenbahn in Lauda bei einer Bevölkerung von etwa 3000, und die Einwohnerzahl der Stadt hatte sich innerhalb von 80 Jahren verdoppelt. Westlich des Bahnhofs entstand mit der „Bahnhofsstadt“ ein zweiter Siedlungsschwerpunkt der Stadt.

### Zweiter Weltkrieg
Durch seine Funktion als Eisenbahnknotenpunkt waren Lauda und seine Umgebung wiederholt alliierten Luftangriffen ausgesetzt. Ein erster Angriff im April 1942 durch einen einzelnen Bomber blieb ohne Folgen. Von Oktober 1944 bis März 1945 kam es zu vier Angriffen durch Bomberverbände. Am 15. Oktober 1944 wurde ein ausfahrender Schnellzug beschossen, die Tauberbrücke erlitt geringe Schäden, und 6 bis 8 Lokomotiven wurden fahrunfähig geschossen. An den Signal- und Fernsprechleitungen entstand ein großer Schaden. Am 9. November 1944 flogen die Alliierten mit zwölf Jagdbombern den umfangreichsten Angriff. 30 abgeworfene Bomben verfehlten allesamt ihre Ziele, jedoch galt ein anschließender Angriff mit den Bordwaffen den Wassertürmen, Lokschuppen, Stellwerken und Lokomotiven. 13 Lokomotiven waren nicht mehr einsetzbar, Personen kamen nicht zu Schaden. Ein weiterer Angriff am 30. November gleichen Jahres galt zwei ausfahrenden Personenzügen. Dabei gab es 15 Todesopfer. Im Anschluss wurde der Bahnhof mit Bordwaffen beschossen. Der letzte Angriff fand am Morgen des 24. März 1945 statt: Zehn Jagdbomber griffen den südlichen Bahnhofsteil an. Dabei wurde ein Zug der Wehrmacht mit russischen Kriegsgefangenen durch Splitterbomben und die Bordwaffen schwer getroffen, wobei 43 Gefangene ihr Leben verloren. Darüber hinaus gab es zahlreiche Verletzte. Die Gleis- und Signalanlagen des südlichen Bahnhofskopfs wurden stark beschädigt, und weitere Lokomotiven wurden unbrauchbar. Der Betrieb im Bahnhof konnte erst am Abend des gleichen Tages provisorisch wieder aufgenommen werden.
Als US-Truppen die Stadt einnahmen, fügten die Kämpfe dem Bahnhof nur geringe Schäden zu. Eisenbahnern gelang es, die durch die Wehrmacht vorbereitete Sprengung der Tauberbrücke zu verhindern. Der Vorstand des Bahnbetriebswerks ordnete noch die Sprengung aller dortigen Einrichtungen an, bevor er sich absetzte, aber sein Stellvertreter verhinderte die Umsetzung des Vorhabens. Da die Odenwaldbahn eine wichtige Nachschubroute für die amerikanische Besatzungsmacht darstellte, besetzten US-Truppen den Bahnhof umgehend. Die Mitarbeiter des Bahnhofs Lauda nahmen am 10. Juni 1945 wieder ihren regulären Dienst auf.

### Nach 1945
Bis in die 1970er Jahre gab es in Lauda fünf Bundesbahndienststellen: Bahnhof, Signalmeisterei, Bahnmeisterei, Bahnbetriebswerk und Betriebsamt. Danach wurden die Dienststellen bis auf den Bahnhof aufgelöst und in Außenstellen umgewandelt. Die Dienststelle Lauda beschäftigte 1988 noch etwa 480 Menschen.
Im ehemaligen Ämtergebäude des Laudaer Bahnhofs befindet sich heute eine Niederlassung des Bahnbauunternehmens Strabag Rail, ein Tochterunternehmen der Strabag.
|                                                  |
| Empfangsgebäude von 1872, Aufriss der Stadtseite |

### Der Bahnhof Lauda im 21. Jahrhundert
Von Mai 2014 bis Oktober 2015 wurden umfangreiche Modernisierungsmaßnahmen am Bahnhof Lauda durchgeführt. Die Deutsche Bahn und die Stadt Lauda-Königshofen investierten rund 7,3 Millionen Euro in eine neue Fußgängerunterführung und drei Aufzüge zu den jeweiligen Bahnsteigen, um eine Barrierefreiheit zu ermöglichen. Die Bahnsteige wurden zudem erhöht und zeitgemäß ausgestattet. Zu den Neuerungen zählen neben der Personenunterführung neue Bodenbeläge mit sogenannten taktilen Leitstreifen für Sehbehinderte, eine moderne Bahnsteigausstattung, eine neue Beleuchtung und zwei jeweils 58 Meter lange Bahnsteigdächer.

## Bahnsteigdaten

### Bahnsteigdaten bis 2014
Der Bahnhof verfügte über vier Bahnsteiggleise mit einer Bahnsteighöhe von jeweils 32 cm.
- Gleis 1: Bahnsteiglänge 327 m
- Gleis 2: Bahnsteiglänge 451 m
- Gleis 3: Bahnsteiglänge 331 m
- Gleis 4: Bahnsteiglänge 331 m

Gleis 1 lag am Hausbahnsteig, je ein weiterer Bahnsteig lag zwischen Gleis 1 und 2 sowie zwischen Gleis 3 und 4.

### Bahnsteigdaten ab 2015
Durch umfangreiche Modernisierungsmaßnahmen von 2014 bis 2015 wurden am Bahnhof Lauda die Bahnsteige an den Gleisen 1/2 und 3/4 erneuert sowie von 32 auf 55 cm erhöht. Die beiden erneuerten Bahnsteige sind 170 m lang. Davon sind jeweils 58 m durch ein erneuertes Dach bedeckt.
Eine im Oktober 2015 fertiggestellte Fußgängerunterführung ist 30 Meter lang, fünf Meter breit und 2,50 Meter hoch. Drei Aufzüge zwischen den Gleisen umfassen Fahrkabinen mit einer Größe von 2,20 m Länge und 1,10 m Breite.
Im Oktober 2020 wurde die Unterführung unter allen Gleisen hindurch bis zur Tauberstraße verlängert. Es ist geplant, dort eine Toilette und einen „Park and Ride“-Parkplatz anzulegen.

## Personenverkehr

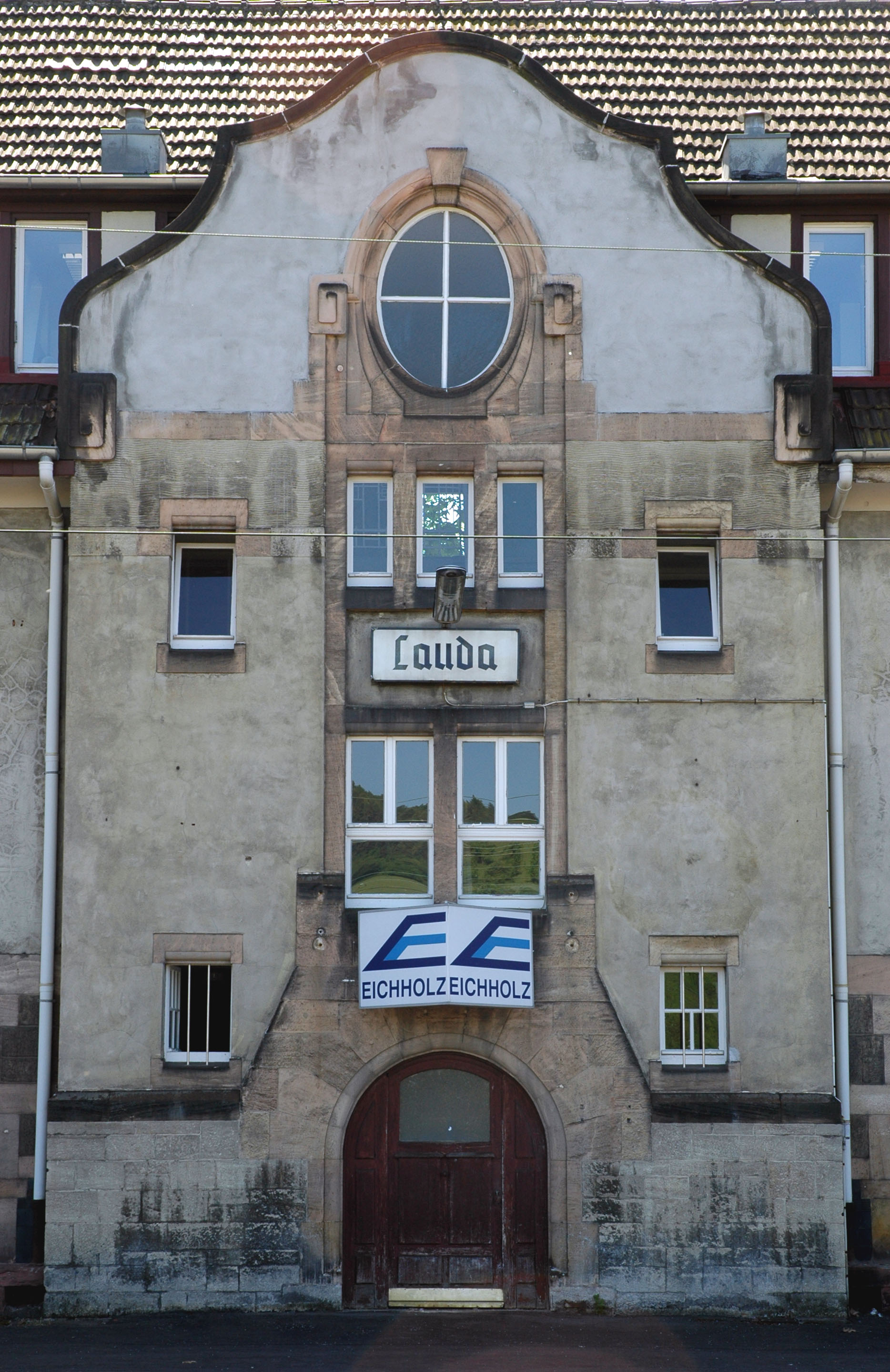
Ehemaliges Ämtergebäude, Mittelrisalit (Mai 2007)

### Entwicklung
Durch seine Funktion als Verknüpfungspunkt hielten in Lauda für Jahrzehnte auch Fernzüge. In Spitzenjahren gab es täglich zehn Schnellzughalte, im Wesentlichen von Zügen der Relationen Berlin–Stuttgart und Pfalz–Franken. 1886 gab es erstmals eine durchgehende Verbindung nach Berlin. Bis zum Zweiten Weltkrieg kamen weitere, wechselnde Ziele hinzu, die teilweise mit Kurswagen zu erreichen waren, so zum Beispiel Metz, Leipzig, Paris, Karlsbad, Dresden, Breslau, Mailand und Neapel. In der Zwischenkriegszeit richtete die Deutsche Reichsbahn Kurswagen von Berlin nach Bad Mergentheim und zurück ein, wobei die Wagen in Lauda umgestellt wurden.
Mit der Deutschen Teilung und der damit verbundenen Verschiebung der Verkehrsflüsse ersetzte die Relation Hamburg–Stuttgart die Verbindungen von Berlin. In den 1960er und 1970er Jahren bot die Deutsche Bundesbahn (DB) eine Kurswagenverbindung Hamburg–Ulm durch das Taubertal an. Dabei wurden die Wagen im Bahnhof Lauda umgestellt. 1991 eröffnete die DB die Schnellfahrstrecke Mannheim–Stuttgart und schuf damit zusätzliche Kapazitäten im Nord-Süd-Verkehr. Für die Strecke Würzburg–Stuttgart und damit für den Bahnhof Lauda bedeutete dies das Ende für den hochwertigen Reisezugverkehr. Die einzige Ausnahme bildete der 2001 eingestellte Interregio „Rennsteig“ von Erfurt nach Stuttgart.

### Bis 2019

Der Bahnhof wurde im Jahr 2015 im Zweistundentakt von Regional-Express-Zügen der Relation Würzburg–Stuttgart bedient. Auf dieser Linie verkehrten einige zusätzliche Züge, so dass teilweise ein Stundentakt entstand. Eine weitere Regional-Express-Linie Aschaffenburg–Crailsheim bediente den Bahnhof im Zweistundentakt, dieser Zug hatte den Beinamen Main-Tauber-Express. Außerdem wurde der Bahnhof von Regionalbahnen der Relation Wertheim–Lauda von einzelnen Zügen bedient. Eine weitere Regionalbahnlinie (erstmals eingerichtet am 1. Oktober 1866) verkehrte im Zweistundentakt von Würzburg nach Lauda, die meisten Züge verkehrten weiter nach Bad Mergentheim, einzelne Züge weiter nach Crailsheim. Auch diese Linie besaß einzelne Verstärkerzüge.
| Zuggattung | Linienverlauf                                                                                             | Taktfrequenz                     |
| ---------- | --- | -------------------------------- |
| RE         | Würzburg – Lauda – Osterburken – Bad Friedrichshall – Heilbronn – Bietigheim-Bissingen – Stuttgart        | Stundentakt, einzelne Taktlücken |
| RE         | Main-Tauber-Express: Aschaffenburg – Wertheim – Tauberbischofsheim – Lauda – Bad Mergentheim – Crailsheim | Zweistundentakt                  |
| RB         | Wertheim – Tauberbischofsheim – Lauda – Bad Mergentheim – Crailsheim                                      | Zweistundentakt                  |
| RB         | Würzburg – Lauda – Osterburken                                                                            | Stundentakt                      |

### Heute
Zum Fahrplanwechsel im Dezember 2019 wurden die Züge Montag bis Freitag zum Stundentakt verdichtet. Seit Dezember 2020 werden auf allen Relationen Liniennummern verwendet.
Auf der Frankenbahn verkehrt der RE 8 Würzburg–Stuttgart im Stundentakt. Die RB 85 fährt von Montag bis Freitag im Stundentakt zwischen Würzburg und Osterburken. Am Wochenende und an Feiertagen fährt die RB 85 nur auf dem Abschnitt zwischen Würzburg und Lauda. An Schultagen wird die RB 85 von drei Zugpaaren zwischen Lauda und Osterburken ergänzt, die zum Teil von/nach Bad Mergentheim durchgebunden sind.
Auf der Taubertalbahn wird der Bahnhof Lauda im Zweistundentakt vom RE 87 Aschaffenburg–Crailsheim bedient, der zwischen Wertheim und Crailsheim Montag bis Freitag von der RB 88 zum Stundentakt verdichtet wird. Im Sommer (März bis Oktober) fahren am Wochenende einzelne RE 87-Verstärker mit weniger Halten zwischen Wertheim und Crailsheim. Zwischen Tauberbischofsheim und Bad Mergentheim verkehrt Montag bis Freitag nachmittags ein zusätzlicher Stundentakt als RB 88.
| Linie | Verlauf                                                                                            | Taktfrequenz                                                          |
| ----- | -------------------------------------------------------------------------------------------------- | --------------------------------------------------------------------- |
| RE 8  | Würzburg – Lauda – Osterburken – Bad Friedrichshall – Heilbronn – Bietigheim-Bissingen – Stuttgart | Stundentakt                                                           |
| RB 85 | Würzburg – Lauda (– Osterburken (nur Montag bis Freitag))                                          | Stundentakt Lauda – Osterburken nur Mo–Fr                             |
| RB 85 | (Bad Mergentheim) – Lauda – Osterburken                                                            | An Schultagen drei Zugpaare                                           |
| RE 87 | Aschaffenburg – Miltenberg – Wertheim – Tauberbischofsheim – Lauda – Bad Mergentheim – Crailsheim  | Zweistundentakt im Sommer einzelne Verstärker (Wertheim – Crailsheim) |
| RB 88 | Wertheim – Tauberbischofsheim – Lauda – Bad Mergentheim – Crailsheim                               | Zweistundentakt                                                       |
| RB 88 | Tauberbischofsheim – Lauda – Bad Mergentheim                                                       | Montag bis Freitag nachmittags: Stundentakt                           |

## Bahnbetriebswerk
Die Großherzoglich Badischen Staatseisenbahnen (BadStB) und ihre Nachfolgeorganisationen stellten zu Zeiten der Dampftraktion den Lokomotivbetrieb auf der Odenwaldbahn und ihren Zweigstrecken im Nordosten Badens von Lauda aus sicher.
Die BadStB errichteten in Lauda bereits 1866 mit der Verlängerung der Odenwaldbahn von Mosbach bis nach Würzburg Lokomotivbehandlungsanlagen und baute diese bis zum Herbst 1868 zu einer vollständigen Betriebswerkstätte aus, deren großzügige Anlagen gegenüber dem Empfangsgebäude lagen. Noch 1866 wurde in Würzburg eine badische Lokstation eingerichtet, welche der Werkstätte in Lauda unterstand. Mit der verwaltungstechnischen Neuordnung der nordbadischen Eisenbahnstrecken im Jahr 1937 kam die nun als „Bahnbetriebswerk Lauda“ bezeichnete Einrichtung über das Reichsbahnmaschinenamt Heilbronn als Mittelbehörde zur Reichsbahndirektion Stuttgart.
Von den 1910er bis in die 1950er Jahre waren in Lauda stets 40–50 Dampflokomotiven stationiert, für frühere Jahre sind keine Stationierungsdaten überliefert. Bis 1959 schrumpfte der Bestand auf 27 Loks und umfasste die Baureihen 38, 39, 50 und 64. Zum 1. April 1962 endete mit der Umbeheimatung der Baureihe 64 zum Bahnbetriebswerk Heilbronn die Beheimatung von Dampfloks. Danach waren in Lauda nur noch Kleinlokomotiven stationiert. Zum 1. Februar 1976 wurde das Bw Lauda in eine Außenstelle des Bw Heilbronn umgewandelt.

## Denkmalschutz

### Sachgesamtheit Bahnhof Lauda
Folgende Teile des Bahnhofes samt Nebengebäuden stehen als Sachgesamtheit unter Denkmalschutz:
- Bahnhofstraße 17 (Flst.Nr. 388/1): Ehem. Dienstwohngebäude, 2 bis 3 geschossiger Pavillonbau mit Walmdach und reicher Gliederung, Jugendstil, um 1910 (§ 2).[13]
- Bahnhofstraße 23 (Flst.Nr. 388/1): Bahnhofempfangsgebäude, 1 bis 2 ½ geschossiger klassizistischer Pavillonbau mit mittlerer Wartehalle, reiche Gliederung, bez. 1871 (§ 2).[13]
- Bahnhofstraße 27: Ehem. Wagenwerkstatt mit Dienstwohnhaus; 1 bis 2 ½ geschossiger klassizistischer Pavillonbau, nach 1870 (§ 2).[13]
- Bahnhofstraße 29, 31: Ehem. Wagenwerkstatt mit Dienstwohnhaus, 1 bis 2 ½ geschossiger klassizistischer Pavillonbau, nach 1870 / um 1900 (§ 2).[13]

Weitere Teile der Sachgesamtheit Bahnhof Lauda:
- Bahnhofstraße 21: Kiosk, eingeschossiger klassizistischer Bau unter Walmdach, um 1900.[13]
- Zufahrtsstraße 1: Ehem. Güterhalle, 1 ½ geschossiger Rotsandsteinquaderbau mit Schwebegiebeln, nach 1870.[13]
- Zufahrtsstraße 8: Betriebswerk, eingeschossiger Rotsandsteinquaderbau mit zweigeschossigem Mittelrisalit mit Schwebegiebel, nach 1870.[13]
- Zufahrtsstraße 9: Ehem. Badehaus, eingeschossiger Muschelkalkbau mit Rotsandsteingliederungen mit Schwebegiebeln, nach 1879.[13]
- Zufahrtsstraße 12: Ehem. Elektrizitätswerk, 1- 2 geschossiger Rotsandsteinquaderbau, nach 1870.[13]
- Zufahrtsstraße 13: Ehem. Lokwerkstatt, eingeschossiger Rotsandsteinquaderbau, nach 1870.[13]
- Tauberstraße 16: Ehem. Lokwerkstatt I, nachmals Magazin, Muschelkalk- und Sandsteinquaderbau, um 1870.[13]

### Dampflokdenkmal

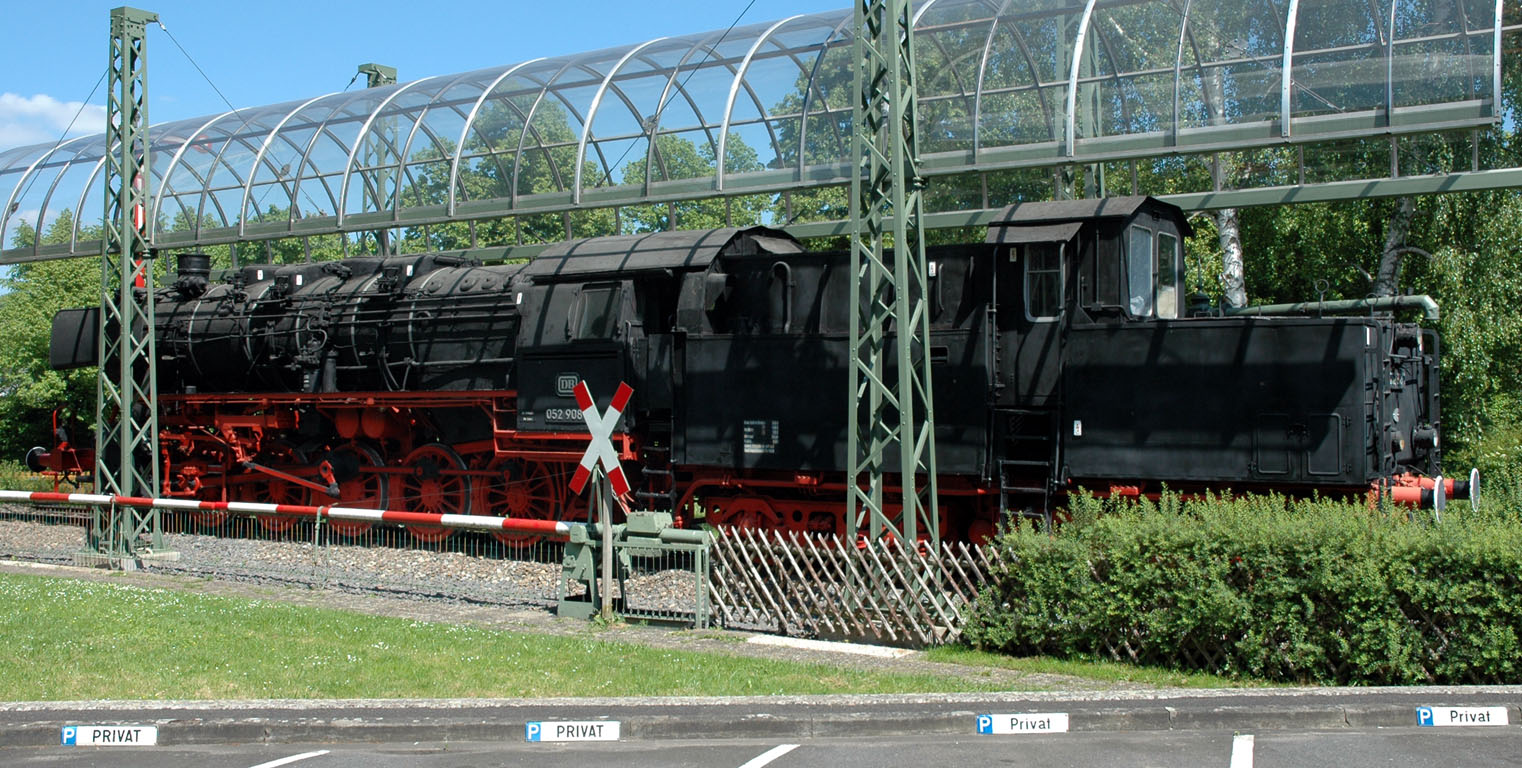
Dampflokdenkmal (Mai 2007)

Um die seit 1975 bestehende Idee eines Dampflokdenkmals zu verwirklichen, wurde am 29. Januar 1976 die Interessengemeinschaft der Dampflokfreunde Lauda gegründet. Durch Spenden von 72.000 DM und freiwillige Arbeitsleistungen konnte diese umgesetzt werden: Am 4. August 1978 wurde die Dampflokomotive 052 908-1 (Hersteller: BMAG; Baujahr: 1942) der DR-Baureihe 50 in einem Park an der Schnittstelle zwischen Altstadt und neuerer Stadt aufgestellt und am darauffolgenden Tag der Stadt übergeben. Später wurde das Denkmal mit Schrankenanlagen, einem Wasserkran und einem Gedenkstein ergänzt und zum Schutz der Lokomotive 2003/2004 eine Überdachung erbaut. In nächster Zeit sollen grundlegende Sanierungsarbeiten durchgeführt werden, um das Denkmal vor dem Verfall zu bewahren. Es findet jährlich das Dampflokfest statt, um den Erhalt des Denkmals zu finanzieren; die Einnahmen der Interessengemeinschaft reichen jedoch nur für die regelmäßigen Renovierungsarbeiten aus. Das Denkmal ist mittlerweile zu einem Wahrzeichen der Stadt geworden.